# 三章案
三章案（trîa kephálaia）发生在基督一性论的论争期间，试图实现叙利亚、埃及的基督徒与西方教会之间的和解，是在482年颁布之「合一法」（Henotikon）的失败之后又一次取得和解的尝试。三章节谴责的内容包括：
1. 摩普绥提亚的狄奥多若和他的著作
2. 狄奥多瑞特的部分著作
3. 依巴斯（Ibas of Edossa）给波斯人 Maris 的一封书信（Ad Marim Persam）